# Telipna lotti
Telipna lotti är en fjärilsart som beskrevs av Jackson 1969. Telipna lotti ingår i släktet Telipna och familjen juvelvingar. Inga underarter finns listade i Catalogue of Life.